# Hogedrukreiniger

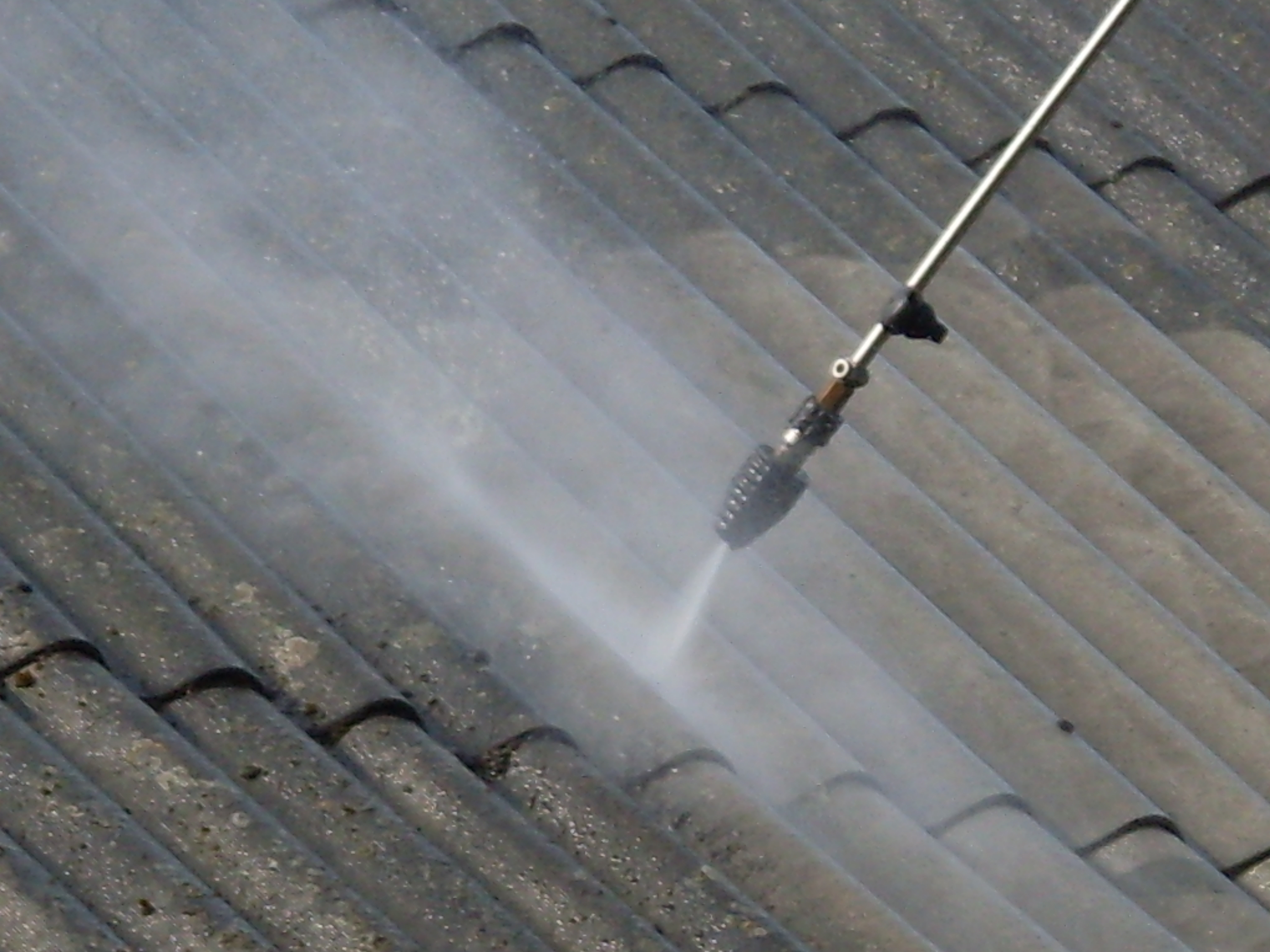
hogedrukreiniger

Een hogedrukreiniger is een apparaat dat water onder hoge druk (> 100 bar) door een speciale slang naar een spuitpistool leidt, zodat hiermee hardnekkige aanslag, verwering en andere vervuiling kan worden verwijderd. Ook kunnen er speciale opzetstukken op worden aangesloten om bijvoorbeeld afvoerpijpen van het riool mee door te spuiten of om terrastegels van aanslag te ontdoen. Het apparaat wordt doorgaans op een tuinslang aangesloten voor de aanvoer van water.
Prijzen van hogedrukreinigers variëren van €50 tot meer dan €500, afhankelijk van merk en type. De prijzen zijn aan het eind van de twintigste eeuw flink gezakt, waardoor een toenemend aantal huishoudens over een dergelijke reiniger kon beschikken. Daarnaast kunnen hogedrukreinigers ook vaak worden gehuurd bij bouwmarkten.